# Вариативная функция
В программировании функции с переменным числом аргументов называются вариативными.
Существует множество математических и логических операций, которые лучше реализовать с помощью функций с переменным количеством аргументов, например, суммирование чисел или конкатенация строк.

## Пример в Си
Для реализации функций с переменным числом аргументов в языке программирования C нужно подключить заголовочный файл  stdarg.h. Прежде использовался varargs.h, который был объявлен устаревшим. Для C++ этот заголовочный файл называется cstdarg.
```
#include
 
<stdarg.h>

double
 
average
(
int
 
count
,
 
...)

{

    
va_list
 
ap
;

    
int
 
j
;

    
double
 
sum
 
=
 
0
;

    
va_start
(
ap
,
 
count
);
 
/* Требуется последний известный аргумент (чтобы получить адрес первого неизвестного) */

    
for
 
(
j
 
=
 
0
;
 
j
 
<
 
count
;
 
j
++
)
 
{

        
sum
 
+=
 
va_arg
(
ap
,
 
double
);
 
/* Увеличивает ap до следующего аргумента. */

    
}

    
va_end
(
ap
);

    
return
 
sum
 
/
 
count
;

}

```

Эта функция позволяет вычислить среднее значение от произвольного количества аргументов. Обратите внимание, что функция не знает число аргументов и их типы. Функция из примера выше ожидает, что типы будут double и то, что число параметров передаётся в первом аргументе. В других случаях, например для функции printf(), число и типы аргументов выясняются из строки формата. 
В общем случае стоит знать о правиле повышения типов по умолчанию, согласно которому повышению типа подвержены все аргументы функции, включая неизвестные аргументы. Так, если бы в примере выше неизвестные аргументы были бы объявлены типа float, фактически они бы оказались типа double, и ожидать функция должна была бы тип double, а не float. Это может внести путаницу и ошибки, если функция ожидает аргумент определенной размерности, а получает аргумент другой размерности. Особенно опасным является использование макроса NULL в вариативных функциях, поскольку NULL в Си определяется конкретной реализацией и не обязан быть нулём, приведённым к типу void *, а в C++ определён как 0 без явного приведения к указателю. Число 0 имеет тип int, минимальный размер которого соответствует 16 битам (2 байта), что, скорее всего, будет не соответствовать размеру ожидаемого в функции указателя.
stdarg.h объявляет тип va_list, и определяет четыре макрофункции: va_start, va_arg, va_copy и va_end.
1. va_start принимает два аргумента, объект va_list  и ссылку на последний параметр функции (тот, что перед многоточием). Она инициализирует va_list объект для использования в va_arg или va_copy. Компилятор обычно выдает предупреждение, если ссылка неверная (например, ссылка на параметры, отличающиеся от последнего, или ссылка на совершенно другой объект).
2. va_arg принимает два аргумента, va_list объект (ранее инициализированный) и дескриптор типа. Он расширяется на следующей переменной аргумент, и имеет указанный тип. Каждый следующий вызов возвращает следующий аргумент.
3. va_end принимает один аргумент типа va_list и очищает его. Если вы хотели, например, сканировать переменное число аргументов более чем один раз, вам надо будет повторно инициализировать va_list путём вызова va_end и затем va_start.
4. va_copy принимает два аргумента, оба типа va_list. Он дублирует второй (который должен был быть инициализирован) в первый.